# Doreen Blumhardt
Doreen Blumhardt, née le 7 mars 1914 à Whangarei et morte le 17 octobre 2009 à Wellington, est une potière, céramiste et enseignante néo-zélandaise. Elle est considérée comme l'une des figures principales des arts et artisanats néo-zélandais de la seconde moitié du XXe siècle.

## Biographie

### Jeunesse et études
Doreen Blumhardt naît le 7 mars 1914 au nord de la ville de Whangarei, dans le Northland. Elle est la dernière des trois enfants de David Blumhardt et Wilhelmina Elisabeth Magdalene, dite Mina, nés en Allemagne. Ils possèdent une petite ferme à dix kilomètres de Whangarei. David est botaniste amateur ; il cueille, sèche et presse de nombreux végétaux. Il transmet à Doreen sa passion pour le jardinage et le violon, et Mina sa passion pour l'opéra. Chez elle, Doreen parle allemand, et n'apprend l'anglais que lorsqu'elle rentre à l'école de Whareora. Les Blumhardt vendent leur ferme pendant la grande dépression et s'installent à Whangarei. Doreen entre alors au lycée de la ville, où elle joue du violon, s'intéresse au dessin et à la peinture et remporte de nombreux prix.  
Elle s'installe chez sa tante à Christchurch, qui la convertit au christianisme, pour étudier au Canterbury college of art. Elle y passe deux ans à plein temps et cinq à temps partiel. Ses professeurs sont Evelyn Page (en), Louise Henderson (en), Rata Lovell-Smith (en) et Francis Shurrock (en). En 1937, elle entre au Christchurch Teachers’ Training College pour devenir enseignante, et en parallèle étudie l'allemand et la pédagogie à l'université de Canterbury. Elle obtient son diplôme après en 1939, et fait une année supplémentaire en éducation aux arts et artisanats. À cette époque, elle expérimente le travail de l'argile, l'herboristerie et le travail des textiles. 

### Carrière éducative et artistique
En septembre 1939, la Seconde Guerre mondiale débute. Soupçonné d'être un espion allemand, David est interné, et les enfants Blumhardt sont interrogés par les autorités. Son frère Eberhard perd son emploi. De 1940 à 1941, elle enseigne à la Nelson central school, puis elle retourne au Christchurch Teachers’ Training College pour y diriger le département d'art. Dans son temps libre, elle rejoint le département de transport de la Croix-Rouge néo-zélandaise en tant qu'ambulancière. En parallèle, elle enseigne l'artisanat à des militaires démobilisés.
En 1942, elle rencontre le directeur de l'éducation Clarence Edward Beeby, qui souhaitait implémenter des cours d'art et d'artisanat dans toutes les écoles primaires du pays. À cette époque, l'éducation artistique n'était pas considérée comme importante, et les ressources étaient trop faibles, et les professeurs trop peu formés. Ayant observé son travail au Christchurch Teachers’ Training College, Beeby la nomme en 1942 National Adviser in Art and Craft pour mettre en place une politique nationale nationale d'éducation aux arts et artisanats. Elle utilise l'école de Waterloo pour expérimenter un programme national. En 1943, Beeby et le ministre de l'éducation Peter Fraser valident son programme, qui est implémenté dans tout le pays. Après la guerre, elle côtoie Beatrice Beeby (en), Bill Sutch (en), Gwen (en) et Crawford Somerset (en), et Joan Wood (en). Elle est membre de la Chamber Music Society et joue dans un quatuor à cordes. Elle est également impliquée dans l'Architectural Centre, et fait partie du comité de la Centre Gallery.
En 1948, Beeby lui accorde un congé d’un an pendant lequel elle voyage en Europe et notamment en Angleterre. Elle passe trois mois à l’University of Brighton School of Art (en), puis représente la Nouvelle-Zélande à la conférence sur les arts et artisanats organisée par l’Organisation des Nations unies pour l'éducation, la science et la culture à Paris en compagnie du professeur James Shelley (en). Elle participe aussi à une exposition internationale d’art à Mannheim. Elle rentre en Nouvelle-Zélande en 1951 et est nommée à la tête du département d’art du Wellington College of Education (en). C’est une des rares femmes à atteindre un tel poste à responsabilité. Elle reste à ce poste pendant vingt-et-un ans, pendant lesquels elle expérimente de nouvelles idées et de nouveaux équipements.  
Alors qu’elle s’intéresse depuis sa jeunesse à l’aquarelle, à la sérigraphie et au tissage, elle se concentre principalement, dès le début des années cinquante, à la céramique. En achète en 1952 un petit four électrique, et, en 1957, elle construit le premier four à poteries en grès de l’université. Après ses cours de la journée, elle rentre chez elle et s’attelle à la poterie. En 1958, elle co-fonde la revue New Zealand Potter (en) et, en 1963, elle est un des membres fondateurs de la New Zealand Society of Potters. Elle collabore avec des artistes tels que Bernard Leach. Jack Marshall la nomme au conseil consultatif du pavillon néo-zélandais de l’exposition universelle de 1970 à Osaka.

### Retraite
En 1972, à 58 ans, elle prend une retraite anticipée pour se concentrer sur sa pratique de la poterie et de la céramique. Néanmoins, elle voyage beaucoup, s’implique dans l’administration des arts et aide à créer le Crafts Council of New Zealand. Elle fait sa première exposition en 1976 au musée d’Art Dowse (en) à Lower Hutt. Elle reçoit à cette époque plusieurs commandes de céramique, dont trois fontaines, un service de table pour un consul de Nouvelle-Zélande à l’étranger, et un mur d’église sur Willis Street (en) à Wellington. Elle écrit aussi plusieurs livres sur l’artisanat. En 1991, l’académie des Beaux-Arts de Nouvelle-Zélande (en) organise une exposition rétrospective de son œuvre. En 2002, elle lègue sa collection et ses acquisitions au Dowse Art Museum (en) à Lower Hutt. Elle meurt le 17 octobre 2009 à l’hôpital de Churtonleigh à Wellington, à l’âge de 95 ans.   

## Publications
- Bookcraft : incorporating « story of bookbinding », Dickinson, 1958, 40 p. (présentation en ligne)
- New Zealand potters : their work and words  (ill. Brian Brake (en)), Wellington, Reed, 1976, 135 p. (ISBN 0589009532, présentation en ligne)

## Collections
Le musée de Nouvelle-Zélande Te Papa Tongarewa, à Wellington, conserve de très nombreux pots en terre cuite et céramiques de la main de Doreen Blumhardt, et de nombreuses photographies et outils. Le catalogue du musée compte en tout 493 objets qui lui sont liés. Elle est un des centres de la collection de sculpture du musée. Le museum of studio ceramics, à Wanganui, conserve aussi de nombreuses poteries, céramiques et photographies de Doreen Blumhardt. Enfin, une part importante de ses œuvres et de ses acquisitions sont conservées par le Dowse Art Museum à Lower Hutt. La fondation Doreen Blumhardt perpétue ses combats et ses œuvres. 

## Distinctions
En 1981, elle est élue membre de la Royal Society of Arts. Elle est faite commandeur de l'Ordre de l'Empire britannique la même année, dame compagnon ordre du Mérite de Nouvelle-Zélande en 2003 et membre de l’Ordre Nouvelle-Zélande en 2007. L’université Victoria de Wellington lui octroie un  doctorat honoris causa en 1991. Elle est membre à vie de la New Zealand Society of Potters, de la Wellington Potters association, du Crafts Council of New Zealand et l’académie des Beaux-Arts de Nouvelle-Zélande.